# Combats de Culiacán
 (octobre 2019).
Guerre de la drogue au Mexique
Batailles
Le 17 octobre 2019, de violents combats ont lieu à Culiacán, entre le cartel de Sinaloa et les forces armées mexicaines (police, armée, Garde nationale). 
Le ministère français de l'Europe et des Affaires étrangères les désigne comme les affrontements à Culiacán, et la presse hispanophone parle quelquefois de la bataille de Culiacán (en espagnol :  Batalla de Culiacán). Elles font suite à l'arrestation d'Ovidio Guzmán (« El Ratón »), l'un des chefs d'une des factions du cartel de Sinaloa et l'un des fils de Joaquín Guzmán, ancien chef du cartel et plus gros narcotrafiquant au monde plus connu sous son surnom « El Chapo ». Les combats se soldent par la libération d'Ovidio Guzmán. Il s'agit d'un des plus grands affrontements ayant eu lieu jusque-là durant la guerre de la drogue au Mexique.

## Contexte
Depuis 2006, le Mexique est confronté à la guerre de la drogue. Parmi les nombreux groupes de trafiquants et narcotrafiquants impliqués, l'un des plus gros et riches est le cartel de Sinaloa, amené à cette taille par le narcotrafiquant Joaquín Guzmán. Ce dernier est incarcéré depuis 2018 aux États-Unis, et y a été condamné à la prison à perpétuité. Depuis, le cartel est divisé entre une faction dirigée par son associé Ismael Zambda « El Mayo », et une autre dirigée par les fils d'El Chapo,. Le cartel de Sinaloa est l'un des plus puissants au monde, et est particulièrement implanté dans son État de naissance, Sinaloa, ce qui en fait l'un des États les plus violents du Mexique. Culiacán, la capitale de Sinaloa, est le fief de la faction qui obéit aux fils d'El Chapo.
Depuis 2016, la situation de la guerre de la drogue empire. 2018 a été une année record en termes d'homicides, dont la plupart liés à cette guerre. Et à la mi-2019, le record de 2018 était déjà battu,. La Garde nationale du Mexique a été créée en 2019 pour pouvoir mieux gérer la crise, en réunissant différents services de police pour mieux les coordonner, et en limitant les intermédiaires afin de limiter les risques de corruption.
Moins de deux mois avant les attaques de Culiacán, l'une des pires tueries commises au Mexique par des narcotrafiquants avait lieu, l'incendie criminel d'un club de strip-tease à Coatzacoalcos, provoqué probablement par le cartel de Jalisco Nouvelle Génération (CJNG), qui a causé 30 morts, et l'arrestation d'un des chefs locaux du CJNG, Ricardo N. « La Loca ». Et la semaine précédant les combats, deux affrontements particulièrement meurtriers ont eu lieu entre des narcotrafiquants et des forces du gouvernement mexicain. Le 14 octobre 2019, treize policiers sont tués et neuf autres sont blessés dans une embuscade tendue par le cartel de Jalisco Nouvelle Génération dans l’État de Michoacán, ; en réponse les forces fédérales déploient 80 policiers, un hélicoptère et un nombre non communiqué d'agents de renseignements de l'Armée supplémentaires dans l’État. Et le 16 octobre : un échange de tirs entre des militaires et des membres présumés du crime organisé provoque au moins 15 morts, dont 1 soldat, à Tepochica (agglomération d'Iguala, État de Guerrero).

## Déroulement des combats

### Entre 15 h et 15 h 30: arrestation d'Ovidio Guzmán "El Ratón"
Le 17 octobre 2019, entre 15H00 et 15H30 (heure de la côte pacifique du Mexique), selon la version avancée le jour-même par Alfonso Durazo Montaño, le secrétaire à la Sécurité et à la Protection des citoyens (l'équivalent mexicain de ministre de l'Intérieur) un groupe de quatre narcotrafiquants attaquent un convoi composé de membres de l'Armée mexicaine et de la nouvelle Garde nationale du Mexique qui effectuait une patrouille de routine dans le quartier de Tres Ríos à Culiacán,. La patrouille, composée de 30 militaires, encercle les assaillants et parvient à les capturer vivants,. Parmi eux se trouve Ovidio Guzmán « El Ratón », l'un des chefs d'une faction du cartel de Sinaloa et l'un des fils de Joaquín Guzmán,,.
Cependant, le lendemain, le président des États-Unis mexicains Andrés Manuel López Obrador donnera une autre version, disant qu'il ne s'agissait pas d'une patrouille de routine, mais d'une action préparée pour capturer Guzmán. Le secrétaire à la Défense nationale, le général Luis Cresencio Sandoval, précisera même qu'il s'agissait d'une interpellation en vue d'une extradition, sans préciser de vers quel pays il devait être extradé, ce qui est confirmé peu de temps après par le président Lopez Obrador. Toutefois, le 20 octobre, au cours d'une conversation téléphonique avec le président américain Donald Trump, AMLO a remercié ce dernier pour son respect de la souveraineté du Mexique et de sa décision de laisser Ovidio Guzmán en liberté, ce qui laisse penser que l'extradition aurait dû avoir lieu vers les États-Unis.

### 15 h 30: prise d'assaut de la ville par le cartel de Sinaloa et début des combats
À ce moment, aucune information officielle n'est encore communiquée, mais la rumeur de l'arrestation d'un des fils d'El Chapo (parfois à raison Ovidio Guzmán, parfois à tort son frère Iván Archivaldo Guzmán Salazar "El Chapito") se répand vite à travers Culiacán. Environ 200 membres du cartel de Sinaloa (ou 700 à 800 sicaires selon l'Armée mexicaine, qui estime ses propres effectifs en ville à ce moment à 350 soldats) se déploient dans la ville à sa recherche, et commencent à commettre des exactions dans de nombreux quartiers de la ville, sur ordre de ses frères Iván et Alfredo Guzmán. Ils paralysent partiellement la circulation automobile,, ferment de force les péages de la route fédérale 15,, et ils volent des véhicules, les amènent aux sorties de la ville ou sur les rues importantes de plusieurs secteurs comme ceux de Tres Ríos ou de l'université, et les y incendient afin de créer des barricades,. Des fusillades éclatent dans de nombreux points de la ville. Certains narcotrafiquants sortent dans les rues montés sur des automitrailleuses improvisées - Narcotank ou technical -,, d'autres utilisent des armes lourdes, et des fusils de précision de calibre 12,7 × 99 mm OTAN. Le centre-ville, et les quartiers de Tres Ríos et d'Infonavit Humaya sont les premiers touchés. Le quartier où se déroulent les combats les plus intenses est celui de Tres Ríos, où des explosions sont entendues. Le siège du quotidien El Debate (qui retransmet la fusillade qui a lieu devant ses locaux en direct), les bureaux du procureur de l'État,, un carrefour important situé à côté de l'université et la Neuvième base militaire de Culiacán sont aussi attaqués. Aux alentours de la base, les narcotrafiquants enlèvent un agent d'une entreprise de sécurité privée et un militaire qui était en vacances. Durant l'attaque, le cartel de Sinaloa envoie deux vidéos à l'état-major de l'Armée : l'une montre au moins 6 militaires détenus par les narcotrafiquants, l'autre l'exécution d'un soldat d'une balle dans la tête.
Durant les affrontements, la police de Sinaloa intervient peu. En premier lieu, elle n'avait pas été avertie de l'opération d'arrestation d'Ovidio Guzmán par l'Armée et la Garde Nationale, et elle n'a pas su qui contacter et avec qui se coordonner au début des affrontements. Puis lorsque ces policiers ont tenté d'intervenir, ils sont restés bloqués devant le centre commercial Fórum, où les narcotrafiquants avaient posté une camionnette surmontée d'une mitrailleuse de calibre.50, qui a empêché les policiers de Sinaloa de pouvoir emprunter une des rues adjacentes sans se faire tirer dessus.
Des scènes de panique ont lieu dans plusieurs endroits de la ville,,,, d'autant plus que des voitures familiales se sont retrouvées bloquées sous le feu croisé entre des militaires et des narcotrafiquants, avant que ces familles ne soient évacuées par les soldats ; et que de nombreuses vidéos de fusillades, de personnes fuyant ou se cachant, et de véhicules en feu circulent sur les réseaux sociaux (surtout Twitter et WhatsApp). Les commerces et les écoles sont fermés, et le match de football prévu dans la soirée est reporté. Durant ces événements, le restaurant El Sinaloense sert de refuge à ceux qui veulent s'y abriter,. Le gouverneur de Sinaloa, Quirino Ordaz, demande sur Twitter d'être extrêmement prudent, de garder son calme,, de ne pas sortir dans la rue, et de suivre les consignes du gouvernement local de Sinaloa. Cependant, l'aéroport de Culiacán continue de fonctionner normalement, bien que plusieurs compagnies aériennes décident de suspendre ou de dérouter leurs vols,.
Entre vingt et cinquante détenus (selon la source) de la prison d'Aguaruto profitent des combats entre les gardiens et le cartel pour s'évader,,,,,. Quelques-uns forcent des personnes à descendre de leurs voitures pour les voler et s'enfuir avec,. D'autres volent des armes des gardiens et prennent des otages pour s'évader.
En tout, le secrétariat à la Défense nationale du Mexique dénombre dix-neuf blocages et quatorze échanges de tirs entre les narcotrafiquants et des militaires.

### Vers 17 h 30: libération d'Ovidio Guzmán
Le Cabinet de Sécurité du secrétariat à la Sécurité et à la Protection citoyenne du Mexique se réunit pour gérer la crise. Vers 19h30, Alfonso Durazo Montaño, le secrétaire à la Sécurité et à la Protection des citoyens (l'équivalent mexicain de ministre de l'intérieur) confirme l'arrestation d'Ovidio Guzmán à l'agence Reuters. Cependant, il annonce dans la foulée, dans une vidéo où il apparaît accompagné des autres ministres directement impliqués dans la lutte contre le crime organisé, que Guzmán a été remis en liberté, et que les forces fédérales stoppaient leurs "actions" - sans préciser de quelles actions il s'agit - afin de stopper les affrontements à Culiacán pour la sécurité des citoyens,,,. Cette décision a été prise entre 17H00 et 17H30.
Les conditions exactes de la décision de la libération d'Ovidio Guzmán ne sont pas connues. Les médias mexicains rapportent sans les démentir des rumeurs selon lesquelles Guzmán avait déjà été libéré par ses narcotrafiquants et qu'il s'était enfui déguisé à bord d'une camionnette. D'autres disent que le Cabinet de Sécurité a pris la décision de le faire libérer car les policiers qui le détenaient auraient été identifiés et encerclés par un grand nombre de narcotrafiquants. Dans la vidéo qui indique la libération de Guzmán, Durazo Montaño semble admettre à demi-mot que la deuxième hypothèse serait la bonne. Une source gouvernementale affirme que les deux vidéos que le cartel de Sinaloa aurait envoyées à l'état-major, montrant la capture de 6 soldats et l'exécution d'un autre, aurait été l'autre raison qui aurait conduit à libérer Guzmán. Le journal El País affirme que l'autre faction du cartel, celle qui obéit à "El Mayo", avait pris en otage 20 soldats dans la ville de Costa Rica, menacé leurs familles, et saisi des citernes d'essence qu'ils escortaient, et qu'ils menaçaient d'exécuter les otages et faire exploser les citernes à côté de la cathédrale de la ville si Guzmán n'était pas libéré. Le président Lopez Obrador répond à la presse qui l'interrogeait sur le motif de la libération : «Cette décision a été prise pour protéger les citoyens. On ne peut pas éteindre le feu avec le feu. C’est la différence entre notre stratégie et celle des gouvernements antérieurs. Nous ne voulons pas des morts, nous ne voulons pas la guerre. La stratégie mise en œuvre par le passé a transformé notre pays en cimetière.»  Quoi qu'il en soit, sa libération est confirmée par son avocat vers 23 heures.
Des renforts policiers sont envoyés à Culiacán dans la soirée pour rétablir l'ordre. Le lendemain, ils se concentrent autour du palais du gouverneur de l’État, où le Cabinet de Sécurité s'est rendu pour une conférence de presse, mais il n'y a aucune patrouille dans les autres quartiers de la ville, contrairement à l'habitude.

### Suites
Le 6 novembre 2019, un des policiers ayant participé à l'interpellation d'Ovidio Guzmán López est assassiné sur le parking d'un centre commercial par deux hommes mitraillant son véhicule.

## Bilan
Le Cabinet de Sécurité n'a pas communiqué de bilan humain, mais les médias rapportent que plusieurs personnes ont été tuées.
Une source gouvernementale affirme que le cartel de Sinaloa a envoyé deux vidéos à l'état-major de l'Armée, dans lesquelles l'on voit au moins 6 soldats retenus par les narcotrafiquants, et l'exécution d'un militaire. De leur côté, les gardiens de la prison d'Aguaruto confirment que plusieurs des leurs sont morts durant les combats.
Selon le secrétariat à la Défense nationale du Mexique, huit personnes auraient été tuées durant les combats : cinq narcotrafiquants, un membre de la Garde nationale, un prisonnier en fuite et un civil libre non armé,. De plus, tous camps confondus, seize personnes auraient été blessées, dont treize policiers fédéraux, et huit soldats auraient été capturés puis relâchés. Un agent d'une entreprise de sécurité privée et un militaire en vacances auraient été enlevés. En outre, soixante-huit véhicules militaires ont été endommagés.

## Conséquences

### Sur la ville
Le secrétariat aux Relations extérieures du Mexique (l'équivalent d'un ministère des Affaires étrangères) annonce le 18 octobre qu'il ferme ses locaux à Sinaloa pour la sécurité de ses fonctionnaires. Les crèches, écoles et l'université de Culiacán[Laquelle ?] restent fermées le lendemain «pour préserver l’intégrité des étudiants, professeurs et employés». De fortes pluies étant prévues (les combats ont eu lieu durant la saison des ouragans et des tempêtes tropicales), les écoles décident de prolonger leur fermeture jusqu'à ce qu'elles soient passées. La majorité des commerces n'avait pas rouvert le lendemain.
Dans la nuit du 18 au 19 octobre, 230 militaires d'élites des forces spéciales dotés d'équipement spécial sont envoyés à Culiacán. Le général Carlos Ramón Carrillo, membre de l'état-major et commandant de la troisième région militaire du Mexique, précise toutefois qu'ils ne sont là que pour renforcer les missions de protection des citoyens, et non pour participer à des actions contre le crime organisé.
Durant la matinée du 19 octobre, des membres du cartel de Sinaloa commencent à nettoyer la ville, avant de laisser les agents de la municipalité continuer le travail durant l'après-midi. Les agents de la municipalité retirent une partie des véhicules brûlés, et quatre cadavres sont retrouvés ce jour-là, mais des carcasses de véhicules continuent de bloquer certaines rues.
L'après-midi du 20 octobre, 197 parachutistes et membres des forces spéciales sont envoyés à Culiacán.

### Sur la sécurité des prisons
Le 18 octobre, les autorités politiques, judiciaires et exécutives de l’État de Guanajuato prennent la décision de renforcer la sécurité de leurs prisons, après l'évasion de détenus de la prison d'Aguaruto.
Au 19 octobre, 49 des 56 détenus évadés (selon le bilan du journal La Jornada) étaient toujours en liberté. Le lendemain, des fugitifs se rendent d'eux-mêmes aux autorités, ce qui laissent 47 évadés libres.
Le 20 octobre, le directeur de la prison d'Aguaruto depuis 11 mois, Eduardo Arturo Bailleres Mendoza, déjà contesté à cause de l'évasion de deux détenus (Julián Grimaldi Paredes et Carlos Jesús Salomón Higuera) qui étaient parvenus à sortir de prison plus tôt dans l'année déguisés en policiers, est limogé pour la fuite des prisonniers du 17 octobre.

### Sur les relations avec les États-Unis
Le 4 août 2019, le lendemain de la fusillade d'El Paso, un attentat anti-Mexicain commis par un suprémaciste blanc à El Paso sur la frontière entre les États-Unis et le Mexique, le président mexicain AMLO avait demandé au président américain Donald Trump de mieux réguler les ventes d'armes dans son pays, à la fois pour limiter les fusillades sur le territoire américain, et pour porter un coup d'arrêt au trafic d'armes sur le territoire mexicain. Le secrétaire aux Relations extérieures du Mexique Marcelo Ebrard renouvelle cette demande le 10 septembre, et menace d'arrêter de maintenir le rôle régulateur du Mexique dans la Crise migratoire en Amérique centrale si le gouvernement américain ne contrôle pas mieux les armes (le Mexique a fait diminuer de 56% le flux de migrants vers les États-Unis depuis le déploiement de la Garde nationale au sud-est du pays). Le 28 septembre, l'ambassadeur américain au Mexique, Christopher Landau, reconnaît que les États-Unis ont une responsabilité dans l'ampleur du trafic d'armes qui alimente les narcotrafiquants, et qu'ils doivent faire plus pour l'enrayer dans le cadre de la lutte bilatérale contre le narcotrafic.
C'est dans ce contexte qu'après les affrontements à Culiacán, Donald Trump et AMLO se mettent d'accord après un entretien téléphonique pour congeler le trafic d'armes entre les États-Unis et le Mexique. Au vu de l'utilisation d'armes de guerre par les narcotrafiquants, dans le cas présent des snipers de calibre 50 capables de percer du ciment et la plupart des blindages, les deux présidents se mettent d'accord pour prendre des mesures bilatérales. Le secrétaire à la défense nationale Luis Cresencio Sandoval, le chancelier (équivalent mexicain du ministre des affaires étrangères) Marcelo Ebrard, et l'ambassadeur des États-Unis au Mexique Christopher Landau, sont chargés de la coordination des deux pays dans la lutte contre le trafic d'armes. Le 21 octobre, une première réunion les réunissant eux-trois, et le secrétaire à la Marine Rafael Ojeda a lieu au secrétariat à la Sécurité et à la Protection citoyenne du Mexique à Mexico. Les détails de la réunion ne sont pas connus, mais Ebard twitte à la sortie qu'il "y aura un avant et un après en matière de lutte contre le trafic d'armes".

### Sur l'économie mexicaine
L'homme d'affaires Alemán Velasco, président du forum México Cumbre de Negocios ("Mexique Sommet du Commerce") déclare à l'ouverture de la septième édition du forum qu'il estime que la décision d'AMLO de relâcher Ovidio Guzmán a permis d'éviter un massacre, et que le président doit conserver la confiance des milieux d'affaires.
Mais sur le plan extérieur, les combats de Culiacán ont un effet négatif sur l'économie du Mexique. Le directeur de la Confédération des Chambres Nationales de Commerce, de Service et de Tourisme (Concanaco), José Manuel López Campos, avertit que les combats risquaient de ralentir les investissements étrangers au Mexique si le gouvernement n'obtenait pas de résultat dans sa lutte contre le crime organisé. Et le Fonds monétaire international prévient le Mexique que la criminalité, dont Culiacán ne constitue qu'un exemple, limite la croissance économique mexicaine ; il estime que le taux de croissance de 2019 ne sera que de 0.4%.
Sur le plan financier, la Bolsa Mexicana de Valores fermait en baisse de 0.69% le vendredi 18 octobre 2019. Mais les combats de Culiacán n'étaient pas la seule cause de cette baisse, les mauvais résultats du Dow Jones et du NASDAQ ont également joué.

## Réactions

### Nationales
- L'ancien président mexicain Vicente Fox provoque un tollé en se moquant des affrontements sur Twitter[53].
- Le président Andrés Manuel López Obrador défend ainsi auprès de la presse la décision de libérer Ovidio Guzmán : « La situation s’est révélée très difficile et de nombreux citoyens étaient menacés […] La capture d’un criminel ne peut pas valoir plus que la vie des habitants [...] Cette décision a été prise pour protéger les citoyens. On ne peut pas éteindre le feu avec le feu. C’est la différence entre notre stratégie et celle des gouvernements antérieurs. Nous ne voulons pas des morts, nous ne voulons pas la guerre. La stratégie mise en œuvre par le passé a transformé notre pays en cimetière. »[3] Il fait également la promesse d'être totalement transparent sur cette affaire et de dire toute la vérité aux Mexicains[54]. Au cours d'une conversation téléphonique avec le président américain Donald Trump, il se justifie en disant que s'il n'avait pas fait relâcher Ovidio Guzmán le Cabinet de Sécurité estimait que le bain de sang qui aurait suivi aurait provoqué 200 morts[15].
- Le secrétaire à la Défense nationale du Mexique, le général Sandoval, admet au cours d'une conférence de presse «Cette opération a été mal préparée»[3]. Il reconnaît qu'elle a été organisée dans la précipitation, et que le Cabinet de Sécurité n'avait pas été prévenu[27].
- Alejandro Hope, ancien agent de renseignement mexicain, dit au Wall Street Journal : «La seule chose qui soit pire que d'essayer d'arrêter un baron de la drogue sans plan est de déclencher une guérilla urbaine et le laisser partir»[3]
- Le parti d'opposition de droite PAN dit que la libération de Guzmán démontre un État en échec[55].
- Alejandro Moreno, président du parti d'opposition théoriquement de centre Parti révolutionnaire institutionnel (PRI), durant la cérémonie d'hommage du parti du 19 octobre 2019 à Plutarco Elías Calles (fondateur du PRI), demande de ne pas faire de pacte ou de concession avec les criminels[56].
- L'homme d'affaires Alemán Velasco, président du forum México Cumbre de Negocios ("Mexique Sommet du Commerce") déclare à l'ouverture de la septième édition du forum qu'il estime que la décision d'AMLO de relâcher Ovidio Guzmán a permis d'éviter un massacre, et que le président doit conserver la confiance des milieux d'affaires[49].
- Dès le lendemain des combats, plusieurs narcocorridos sur la libération de Guzmán sont publiés sur internet[57].
- Le 24 octobre, le Cartel de Sinaloa publie un communiqué de presse où il dit regretter les affrontements et où il présente des excuses publiques et disent assumer leurs responsabilités, mais où il accuse surtout les autorités fédérales mexicaines d'avoir la plus grosse part de responsabilité dans les affrontements ; ils accusent les autorités d'avoir mis en danger la vie des citoyens en ne préparant pas mieux l'opération et leur demande d'assumer leur responsabilité ; et pour finir, ils remercient le gouvernement d'avoir pris la décision de relâcher Ovidio Guzmán[58].
- Ovidio Guzmán finit par se manifester en personne sur Instagram, où il présente ses excuses aux habitants de Culiacán, mais en demandant leur compréhension[21].
- Un sondage publié le 26 octobre indique que 54.1% des Mexicains désapprouvent la libération d'Ovidio Guzmán, et que 52.8% souhaitent la démission d'Alfonso Durazo[59].

### Internationales
- États-Unis :

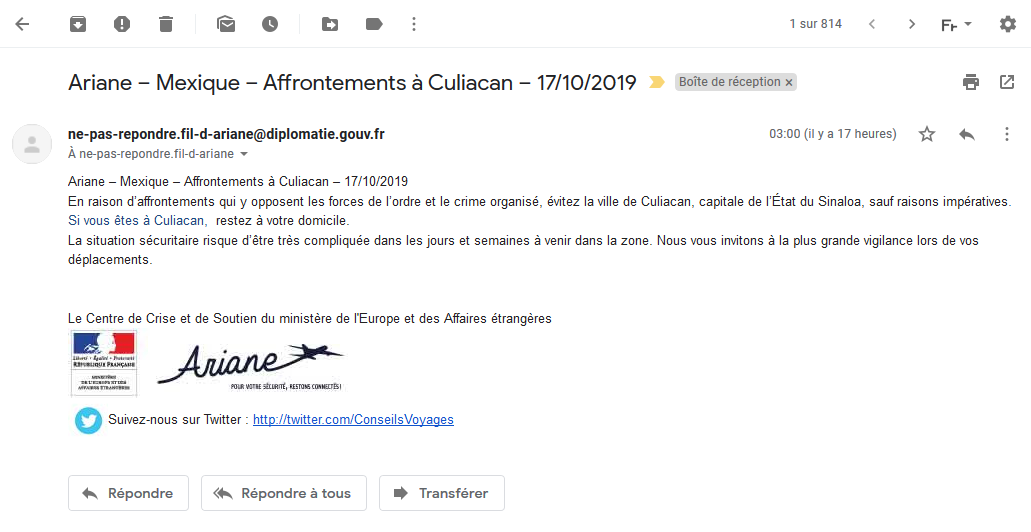
Mail envoyé par le Centre de Crise et de Soutien du ministère de l'Europe et des Affaires étrangères aux ressortissants français présents au Mexique et déclarés sur le site Ariane, pour les prévenir de ne pas se rendre à Culiacán durant les violents combats qui ont opposé les forces de l'ordre mexicaines et le cartel de Sinaloa

  - Le consulat des États-Unis à Hermosillo, dans l’État voisin de Sonora, demande aux citoyens américains à Sinaloa de faire attention et de se tenir informés[40],[60] ;
  - L'ambassadeur des États-Unis au Mexique, Christopher Landau, twitte le 19 octobre : "Le président Trump a appelé le président López Obrador ce matin pour lui assurer notre soutien total dans la lutte contre le crime organisé. Nous dédions notre énergie à mettre en déroute les délinquants qui nous menacent tous. Ensemble nous pouvons y arriver."
  - Après plusieurs appels des autorités mexicaines, depuis la fusillade d'El Paso, à mieux réguler la circulation des armes aux États-Unis pour limiter leur trafic au Mexique, le président américain Donald Trump téléphone au président mexicain AMLO le 19 octobre 2019. Devant l'utilisation d'armes de guerre par le cartel de Sinaloa, ils se mettent d'accord sur des mesures bilatérales pour mettre fin au trafic d'armes sur le territoire mexicain. Le secrétaire à la défense nationale Luis Cresencio Sandoval, le chancelier du secrétariat aux Affaires étrangères du Mexique Marcelo Ebrard, et l'ambassadeur des États-Unis au Mexique Christopher Landau, sont chargés de la coordination des deux pays dans la lutte contre le trafic d'armes[15].
- France : Le Centre de crise et de soutien du ministère des Affaires étrangères français demande aux ressortissants français présents au Mexique de ne pas se rendre à Culiacán sauf raison impérative, et à ceux qui s'y trouvent déjà de ne pas sortir de chez eux.